# NGC 1263
NGC 1263 eine Balken-Spiralgalaxie vom Hubble-Typ SBa im Sternbild Eridanus am Südsternhimmel. Sie ist schätzungsweise 420 Millionen Lichtjahre von der Milchstraße entfernt und hat einen Durchmesser von etwa 75.000 Lichtjahren. Vom Sonnensystem aus entfernt sich die Galaxie mit einer errechneten Radialgeschwindigkeit von näherungsweise 9.500 Kilometern pro Sekunde.
Im selben Himmelsareal befinden sich unter anderem die Galaxien PGC 12008, PGC 175969, PGC 3080439, PGC 3080442.
Das Objekt wurde am 31. Dezember 1885 von Francis Preserved Leavenworth entdeckt.